# 劉航琛
劉航琛（1896年—1975年9月29日），本名賓遠，字航琛，壯年後以字行。四川省瀘縣人，中華民國政治人物、著名实业家、财政专家。长期奔走于重庆与南京间，调处刘湘与蒋介石关系。

## 生平
淸光緖二十二年丙申（西歷1896年）九月初十日，劉賓遠生於中药业世家，举家信奉天主教，取教义中“我爱人人，人人爱我”之意，唤药铺为爱人堂。其祖父刘敬亭酿造“百花酒”，酒厂成为刘家的主要产业。其父刘子休执掌企业后，因与泸县天主教堂法籍主教交厚，主教将清政府对四川历次教案的赔款存于爱人堂；利用这笔巨款，使刘家从小作坊主一跃而为泸县富豪。1924年刘子休病死，其遗嘱将家产一分为二，平分于刘航琛与其长姐刘茂先；刘航琛以其姐经营爱人堂驾轻就熟为由，将自己名下的一半家产也交予刘茂先打理。
1933年，刘湘联合邓锡侯、田颂尧打败刘文辉，统一全川，但慑于川北红四方面军的威力，投靠中央政府。蒋介石派遣参谋团、别动队来重庆，势力进入四川；刘湘派刘航琛为驻南京代表。从此，刘航琛靠拢四大家族与政学系力量。
1938年5月，代理四川省主席王绪瓒整理省财政厅账目，通缉劉航琛。劉航琛出逃香港。1940年1月，王缵绪垮台，刘航琛由港返渝，掌管川盐银行。
1947年9月初，在刚刚出任广东省主席的宋子文推动下，行政院全国经济委员会委员刘航琛到香港找李济深，提出组织和平统一大同盟。其中提出：蒋介石以元首身份出国，试以半年为期。由孙科代理国民政府主席。国共双方停战，听候处理。释放张学良，请冯玉祥（此时在美国）、何应钦（时任联合国军事参谋团中国政府代表）返回国内共商国是。由南京政府下令：一、责备自己，与民更始；二、国共两军休战；三、筹开和平会议。孙科代理国民政府主席时期，一切保持现状，和平会议结果，由孙实施。在上述方案的实施有了一定的头绪之后，“请蒋归国，垂拱高位”；筹备和平统一会议，由南京政府聘请李济深为筹备委员会主任，张学良、毛泽东为副主任，何应钦、冯玉祥、白崇禧、龙云、宋庆龄、陈济棠及中共将领二人、超然人士四人为筹备委员。筹备委员会的任务是：一、国共问题初步协议；二、筹备正式会议，决定委员名单，由南京政府委任，其委员名额分配为国民党15人，共产党15人，超然人士32人（每省一人，余遴选）。和平统一会议的议题为：一、建立联合政府问题；二、国共两军缩编问题；三、国民大会问题；四、外交问题；五、经济问题；六、罢免陈诚、张群、陈立夫，但不牵连，不清算，不惩处。香港地下党得到消息后，一度有意加以利用，即遭到中共中央的明确批评。1947年10月27日由周恩来起草、经过毛泽东修改的中央致各中央局、中央分局和野战军前委的《中央关于必须将革命战争进行到底  反对刘航琛一类反动计划的指示》（即“酉感指示”），指出：

刘航琛组织和平统一大同盟的方案，完全是在美帝指使下的蒋宋阴谋，党内部分同志认为可以利用此种计划促蒋下台，这种观点是错误的。.......

估计到蒋介石反动统治集团的覆灭过程，可能有二种形式：一种是中国人民解放军与全国人民将蒋介石反动集团的统治不经曲折地一直打垮，反动武装完全消灭。另一种是反动统治内部在中途举行政变，并在美帝赞助下，送蒋出国，找出孙科、冯玉祥、何应钦、陈济棠、龙云、宋子文、邵力子、张治中这类人主持停战议和，想以缓兵之计维持已濒崩溃的统治局面，或维持一个偏安局面，待机再起。再一种是在蒋介石反动统治大崩溃的时候，凡我解放军所未及到达的地方及各人城市中，将有各种形式的反蒋运动发生，其中包括很多伪装分子，乘机窃利，并和我们争夺革命领导权。在这三种形式面前，我们必须坚持第一种形式，把中国革命战争进行到底，警戒和揭穿第二种形式的阴谋，预防第三种形式会在时机成熟时突然出现。并要预见到二、三两种形式会在某种时机交错地出现。现在虽还没到蒋介石统治大崩溃的时候，但大地主大资产阶级甚至连蒋介石集团自己及其美国主子以及一般中产阶级，都在为自己的前途作打算。刘航琛组织和平统一大同盟的方案，完全是在美帝蒋宋指使下来作缓兵计的阴谋。请蒋暂避，保持现状，维护正统，缩编共军，既不清算，又不惩处，成则可造成拉拢一切对蒋不满的地方势力及中间党派来与我们对立，迷惑人民，孤立我党，待机反攻；不成则退保粤、桂、川、滇、黔、康，在自卫口号下不许我军入境，表面上造成鼎足之势，实际上是为蒋介石反动统治制造缓冲地区和后备力量。这是一箭双雕办法，不但何应钦、白崇禧这类人可以伪装反蒋，就连宋子文、张群、张治中、朱家骅这类嫡系都可出头反蒋，其目的就在混入反蒋阵线，组织拥蒋力量。我们对于这类阴谋只有揭露反对，借以测验反蒋派别及人物的真伪，唤起人民大众更进一层的觉悟，决无利用拉拢之理。假使这个界限不分清，我们的反蒋统一战线必致为敌人钻入利用，不仅真正的反蒋运动不能开展，人民中的反蒋观念也会被模糊，对于推动革命高潮，开展反攻胜利是极端不利的。但如果我们事先的揭露工作做得不够，南方及各大城市人民群众的多数竟被刘航琛一类计划所迷惑时，我们为争取群众起见，亦可能采取某种临时迂回方法，达到觉醒群众将革命战争进行到底之目的。这要看当时情况才能决定。

1949年10月中旬，由重庆携眷逃香港，把民生公司在海上的轮船组织起来，打出民生公司总留守处招牌，自任总经理，到台湾汇报。蒋介石以刘航琛过早弃职（行政院经济部部长）逃港，经济部事务交代不清，命令逮捕追究。经何应钦、张群向蒋乞求，取保释放。刘折返香港长居。